# Gottfried Martin
Gottfried Martin (* 19. Juni 1901 in Gera, Thüringen; † 20. Oktober 1972 in Bonn) war ein deutscher Philosoph, der vor allem als Ockham-, Kant- und Leibnizforscher bekannt wurde.

## Leben
Der Vater Wilhelm Martin war Pfarrer. Martin wuchs in Heringen an der Werra in Hessen auf und besuchte seit seinem dreizehnten Lebensjahr das Friedrichsgymnasium in Kassel. Nach der Matura-Prüfung war er von Mai 1919 bis zum Frühjahr 1920 bei einem Freikorps in Schlesien. Danach arbeitete er in Kasseler Fabriken als Vorbereitung seines naturwissenschaftlichen Studiums, das er 1921 begann.
Martin studierte zunächst Chemie bei Karl Friedrich von Auwers, Physik bei Clemens Schäfer, Mathematik bei Kurt Hensel und Ernst Zermelo. Später, unter dem Einfluss von Paul Natorp, nahm er auch das Studium der Philosophie auf. Bedeutende Lehrer waren Nicolai Hartmann, Edmund Husserl und Martin Heidegger. Nach zwischenzeitlicher Arbeit in der Industrie  erfolgte 1934 seine Promotion bei Heidegger in Freiburg mit dem Thema Arithmetik und Kombinatorik bei Kant.
Martin beantragte am 5. Juni 1937 die Aufnahme in die NSDAP und wurde rückwirkend zum 1. Mai desselben Jahres aufgenommen (Mitgliedsnummer 4.708.632). Im Frühjahr 1939 wurde er Betriebsleiter und Teilhaber einer chemischen Fabrik in Eisenach. 1939 eingezogen, wurde er im März 1940 unabkömmlich gestellt und 1943 aus der Wehrmacht entlassen. Martin hatte eine Arbeit über Wilhelm von Ockham fertiggestellt und reichte sie 1940 in Freiburg zur Habilitation ein, dann aber, auf Anraten Heideggers, in Köln. Die Arbeit wurde von Heinz Heimsoeth, der die Habilitation betreute, Artur Schneider, Herbert Schöffel und Fritz Schalk einmütig und positiv beurteilt.
Martin lehrte von 1943 bis 1946 an der Universität Jena in Thüringen, wonach er nach Westdeutschland floh. Von 1948 bis 1952 war er apl. Professor an der Universität Köln und von 1953 bis 1954 ao. bzw. von 1954 bis 1958 o. Professor an der Universität Mainz.
Im Jahr 1951 erschien im Kölner Universitätsverlag seine Arbeit Immanuel Kant, in der er die Kritik der reinen Vernunft ontologisch interpretierte. Seine Überlegungen zur Philosophie der Mathematik, die sich insbesondere mit Begriffs- und Theoriegeschichte befassen, veröffentlichte er 1956 in der Arbeit Klassische Ontologie der Zahl, die die Spanne vom antiken Griechenland bis hin zu Husserls Begriff der Mannigfaltigkeit umfasst. Der nächste Schritt war eine Untersuchung der Logik und Metaphysik bei Leibniz (1960). Als Hauptwerk Martins gilt das Buch Allgemeine Metaphysik aus dem Jahr 1965. Das vom Positivismus behauptete Ende der Metaphysik bestritt Martin: „Die Metaphysik war immer gleich möglich und gleich unmöglich“ (S. 6). Es komme auf die Art des Fragens und der Antworten an. Metaphysik habe vor allem die Aufgabe, „jede neu erreichte Einsicht wieder aufzulösen, zu jeder neu erreichten Einsicht wiederum neue Aporien zu finden.“ (S. 332) Metaphysik im Sinne Martins ist aporetische Dialektik. Mit diesem Ansatz stand Martin in der Tradition Nicolai Hartmanns, den er in Marburg hörte, und seines Freiburger Doktorvaters Martin Heidegger. Dabei vollzog er Heideggers Rede von einer Differenz von Sein und Seiendem nicht mit. Seine Frage ist nicht, ob es das Sein gibt, sondern wie das Sein gegeben ist. Bei Platon ist das Allgemeine die Idee, bei Aristoteles das Naturgesetz und bei Kant die Handlung des Denkens. Philosophische Forschung bedeutet zu fragen, „was jeder der Grundlagen-Standpunkte eigentlich behauptet und was er leistet, was er leistet für das Verständnis der Logik und der Mathematik und was er leistet in dem Verständnis des Denkens überhaupt“ (S. 328). Mit Hegel verstand Martin allgemeine Metaphysik als Problemfeld und Methode, die Vielheit divergierender Standpunkte zu verstehen und als notwendig dialektisch zu begreifen. So verstandene Philosophie ist niemals abgeschlossen.
Martin lehnte Rufe nach Tübingen (1954), Hamburg (1956), München (1957) ab; er ging 1958 als Nachfolger Erich Rothackers nach Bonn. Er war dort ordentlicher Professor bis zu seiner Emeritierung 1969. Auch danach blieb er bis zu seinem Tod in der Lehre tätig. Er starb auf dem Nachhauseweg von einer Besprechung bei der Deutschen Forschungsgemeinschaft.
Von 1953 bis 1965 war Martin Herausgeber der Kant-Studien, die er mit Paul Menzer wieder begründet hatte, und von 1969 bis 1972 Erster Vorsitzender der Kant-Gesellschaft. Die erste Hauptversammlung der Kant-Gesellschaft nach 1934 fand 1960 in Bonn statt. Er war zudem Herausgeber des Kant-Indexes (von 1960  an), des Leibniz-Indexes von 1968 und Mitherausgeber der Studia Leibnitiana ab 1969. Außerdem war er Gründungsmitglied der Leibniz-Gesellschaft und von 1966 bis 1972 deren Vizepräsident.
1970 organisierte er gemeinsam mit dem amerikanischen Philosophen Lewis White Beck den ersten Internationalen Kant-Kongress, der in den Vereinigten Staaten von Amerika an der University of Rochester stattfand.

## Werke
- Arithmetik und Kombinatorik bei Kant. 1938 (Dissertation 1934). Neuauflage 1972.
- Wilhelm von Ockham. Untersuchungen zur Ontologie der Ordnungen. de Gruyter, Berlin 1949.  (Habilitationsschrift 1939).
- Immanuel Kant: Ontologie und Wissenschaftstheorie. Kölner Universitätsverlag, Köln 1951. 4. durchgesehene und um einen 3. Teil vermehrte Auflage: de Gruyter, Berlin 1969.
- Neuzeit und Gegenwart in der Entwicklung des mathematischen Denkens. Kölner Universitätsverlag, Köln 1953/54.
- Klassische Ontologie der Zahl. Kölner Universitätsverlag, Köln 1956
- Einleitung in die allgemeine Metaphysik. Kölner Universitätsverlag, Köln 1957. (Nachdr. Reclam, Stuttgart 1965, 1984)
- Leibniz: Logik und Metaphysik. Kölner Universitätsverlag, Köln 1960.
- Gesammelte Abhandlungen, Band 1, Köln 1961.
- Allgemeine Metaphysik: Ihre Probleme und ihre Methode. de Gruyter, Berlin 1965.
- Idee und Wirklichkeit der deutschen Universität. Bouvier, Bonn 1967.
- In memoriam Professor Erich Rothacker. In: Alma mater, Bonn 1967, S. 5–12.
- Sachindex zu Kants Kritik der reinen Vernunft. de Gruyter, Berlin 1967.
- Sokrates in Selbstzeugnissen und Bilddokumenten. Rowohlt, Reinbek 1967. (18. Aufl. 1994)
- Plato in Selbstzeugnissen und Bilddokumenten. Rowohlt, Reinbek 1969. (19. Aufl. 1995)
- Platons Ideenlehre. Walter de Gruyter, Berlin 1973.